# Кастельно-д’Англес
Кастельно́-д’Англе́с (фр. Castelnau-d'Anglès) — коммуна во Франции, находится в регионе Юг — Пиренеи. Департамент — Жер. Входит в состав кантона Монтескью. Округ коммуны — Миранд.
Код INSEE коммуны — 32077.

## География

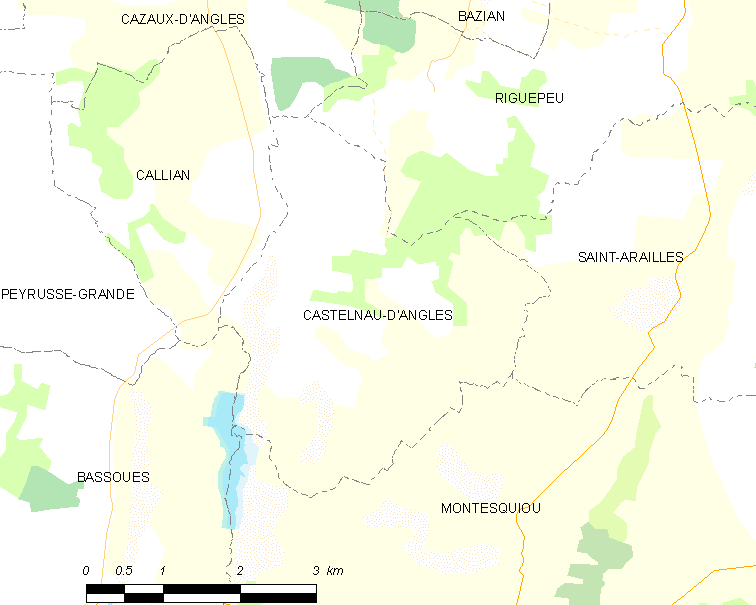
Карта коммуны

Коммуна расположена приблизительно в 610 км к югу от Парижа, в 95 км западнее Тулузы, в 24 км к западу от Оша.
По территории коммуны протекает река Гиру.

## Климат
Климат умеренно-океанический. Лето жаркое и немного дождливое, температура часто превышает 35 °С. Зимой часто бывает отрицательная температура и ночные заморозки. Годовое количество осадков — 700—900 мм.

## Население
Население коммуны на 2010 год составляло 93 человека.
| 1962 | 1968 | 1975 | 1982 | 1990 | 1999 | 2010 |
| ---- | ---- | ---- | ---- | ---- | ---- | ---- |
| 114  | 102  | 96   | 87   | 87   | 90   | 93   |

## Администрация
| Период | Период | Фамилия        | Партия       | Примечания |
| ------ | ------ | -------------- | ------------ | ---------- |
| 2001   | 2014   | Жерар Домек    | Разные левые |            |
| 2014   | 2020   | Жерар Лабордер | Разные левые |            |

## Экономика
В 2010 году среди 57 человек трудоспособного возраста (15-64 лет) 31 были экономически активными, 26 — неактивными (показатель активности — 54,4 %, в 1999 году было 61,8 %). Из 31 активных жителей работали 30 человек (19 мужчин и 11 женщин), безработной была 1 женщина. Среди 26 неактивных 6 человек были учениками или студентами, 9 — пенсионерами, 11 были неактивными по другим причинам.

## Достопримечательности
- Церковь Св. Петра (XII век)